# Salva Kiir
Salva Kiir Mayardit (Bahr-al-Ghazal, 13 september 1951) is de eerste president van Zuid-Soedan sinds dat land op 9 juli 2011 onafhankelijk werd.
Voor de onafhankelijkheid was hij president van de Zuid-Soedanese deelregering en eerste vicepresident van Soedan. Salva behoort tot de Dinka-stam, die strijdt tegen de Nuer-stam. Beiden vechten in de Zuid-Soedanese burgeroorlog. Sinds hij in 2011 aan de macht is zijn er geen verkiezingen meer georganiseerd. Anno 2023 bestaan er serieuze twijfels over het autocratische bewind en over de gezondheidstoestand van Kiir.
Kiir draagt altijd een kenmerkende, zwarte hoed. 